# Coudenhove-Kalergi
Coudenhove-Kalergi je šlechtický rod, do roku 1945 usedlý v Čechách.
František Coudenhove (Franz Coudenhove), jehož rod roku 1790 získal titul říšských hrabat, se oženil s Marií Kalergi.
Jindřich hrabě z Coudenhove-Kalergi (Heinrich Graf von Coudenhove-Kalergi) byl prvním hrabětem, jenž užíval obou jmen. Z otcovy strany získali brabantští[nepřesný odkaz] Coudenhoveové šlechtický titul za svou účast na první křížové výpravě roku 1099 a mohou se tak odvolávat na nepřerušenou rodovou linii až ke svému předkovi Gerolfovi (†3. března 1259).
Jméno Kalergi pochází ze stejnojmenného byzantsko-krétského šlechtického rodu (s vedlejší linií Callergi v Benátkách).
Členové rodu:
- František Karel z Coudenhove (1825–1893), rakouský velkostatkář a politik
  - Heinrich Coudenhove-Kalergi (1859–1906), rakouský diplomat a světoobčan, manželka Micuko Coudenhove-Kalergi (1874–1941)
  - Johannes ("Hansi") Evangelist Virgilio Coudenhove-Kalergi (1893–1965), nejstarší syn Heinricha Coudenhove-Kalergi, poslední majitel zámku Poběžovice
    - Richard Mikuláš Coudenhove-Kalergi (1894–1972), rakouský spisovatel, politik a zakladatel hnutí Panevropské unie
    - Gerolf Coudenhove-Kalergi (1896–1978), česko-rakouský právník a japanolog
      - Barbara Coudenhove-Kalergi (* 1932), česko-rakouská novinářka
      - Michael Coudenhove-Kalergi (* 1937), malíř[3]

    - Ida Friederike Görres (1901–1971), spisovatelka, říšská hraběnka z Coudenhove-Kalergi
- Karel Maria z Coudenhove (1855–1913), rakouský správní právník
- Max Julius Coudenhove (1865–1928), rakouský diplomat
- Maxmilián z Coudenhove (1805–1889), rakouský poručík polního maršála